# Augochloropsis tupacamaru
Augochloropsis tupacamaru is een vliesvleugelig insect uit de familie Halictidae. De wetenschappelijke naam van de soort is voor het eerst geldig gepubliceerd in 1884 door Holmberg.